# Rhamphomyia aperta
Rhamphomyia aperta är en tvåvingeart som beskrevs av Zetterstedt 1859. Rhamphomyia aperta ingår i släktet Rhamphomyia och familjen dansflugor. Arten är reproducerande i Sverige. Inga underarter finns listade i Catalogue of Life.